# Guugu Yimithirr
Guugu Yimithirr eller Guugu Yimidhirr är dels ett ursprungsfolk och dels ett icke självständigt och icke-autonomt land, Guugu Yimithirr, i nordöstra delen av Nya Holland (Australiens fastland). Landet Guugu Yimithirr är drygt 10 000 km2 stort, ungefär som Skåne eller Libanon. Mer än 1 000 personer tillhör guugu yimithirr‐folket.
Skrivning av ”guugu yimithirr” med stor eller liten bokstav på orden beror på huruvida man syftar på det historiska landet (Guugu Yimithirr) eller folket (etniciteten) och språket guugu yimithirr. Guugu Yimithirr är en nation (jämför ”Sverige”), guugu yimithirr(‑folket) är en etnicitet (jämför ”svenskar”) och guugu yimithirr är ett språk (jämför ”svenska”).

## Politisk historia från ett internationellt perspektiv
År 1770 annekterades guugu yimithirr‑folkets område de jure i Kungariket Storbritanniens koloni Nya Sydwales som grundades i Nya Holland (som fastlandet då kallades) utan att någon från Storbritannien stannade på kontinenten. När Storbritannien 1788 grundade Sydney 200 mil söderut, var  heller ingen kolonisatör i närheten av Guugu Yimithirr-landet.  Efter 1859 ingick landet formellt i Förenade kungariket Storbritannien och Irlands koloni Queensland, som avstyckades från Nya Sydwales. Statsrättsligt har annekteringen övergått till Förenade kungarikets efterföljarstat Samväldet Australien, som skapades med Queensland som en delstat 1901. I praktiken levde guugu yimithirr-folket självständigt fram till en guldrush på 1870‑talet, varefter folket angreps med våld, decimerades och förlorade kontrollen över sina landområden.

## Historia före invasionen
Guugu yimithirr har sedan urminnes tid haft sitt land mellan floderna som av britterna namngavs Annan River och Jeannie River (Birri Yalmba på guugu yimithirr‑språket; ”birri” betyder flod”). Guugu yimithirr var uppdelade i 32 klaner, som ägde var sitt landområde. Landområdena ärvdes på svärdssidan. Försörjningen grundades på insamling och jakt. I samhället var lag, religion, mytologi, ekonomi, språk, familj och landägande nära knutna till varandra. En person ärvde och ägde vissa resurser som jakt och fiske, tillsammans med mytologiska berättelser knutna till landet och områdets språkliga varietet eller patrilekt.

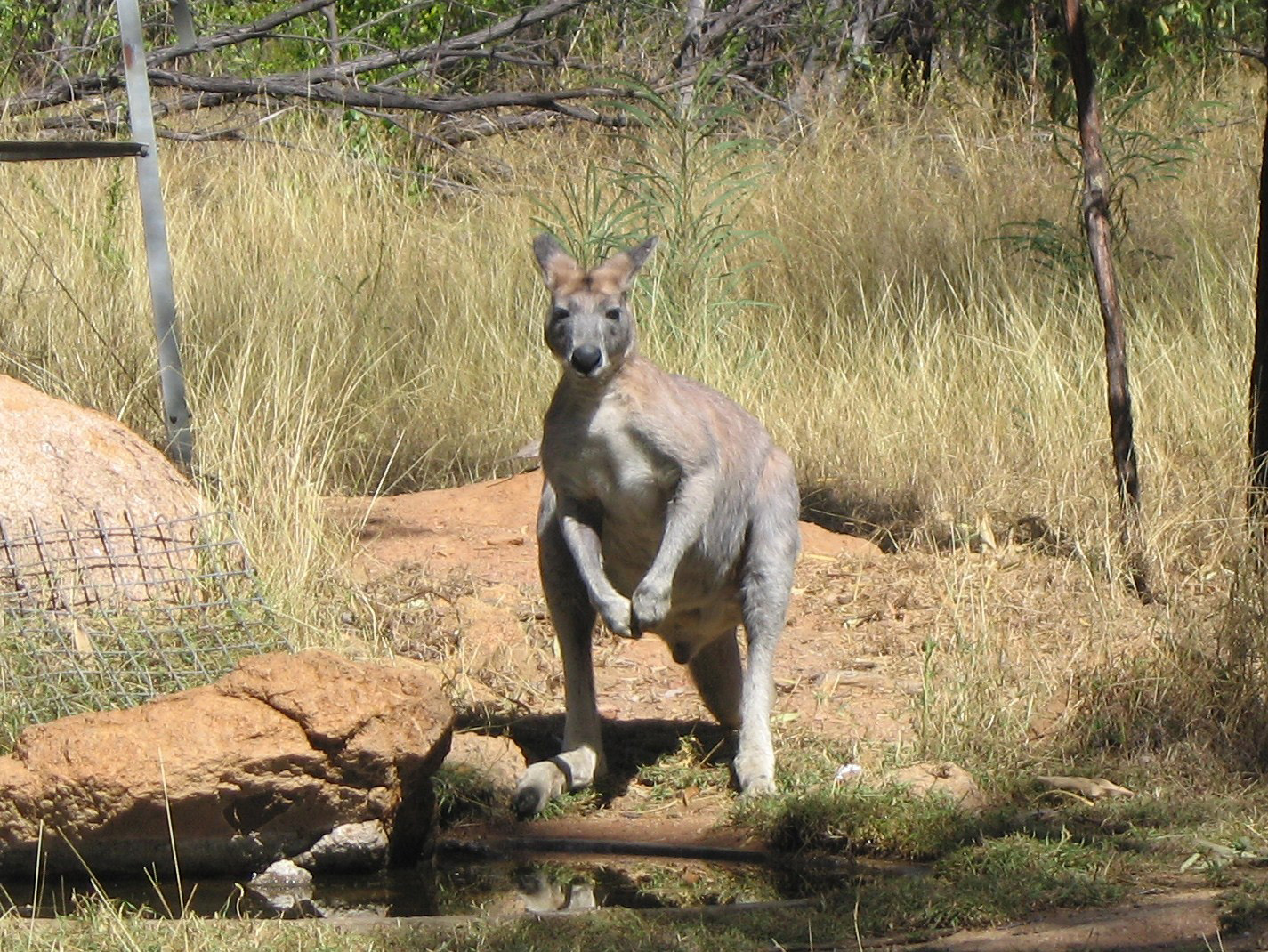
Gangurru på guugu yimithirr‐språket, ursprunget till ordet känguru.

Kapten (löjtnant) James Cook led skeppsbrott på Stora barriärrevet 1770 med skeppet HMS Endeavour. Han tog sig till guugu yimithirr‐folkets land där Cooktown nu ligger. Skeppet reparerades i den naturliga hamn som bildas av floden Birri Walmbaal (engelska Endeavour River). Detta var den första kontakten mellan ett folk i Australien och britter, bortsett från ett kortvarigt och fientligt möte vid nuvarande Botany Bay tidigare under 1770. Ett av de ord som James Cook upptecknade från guugu yimithirr‐språket var gangurru, IPA [ˈkaŋuru], som har spritts till många språk och på svenska är känguru.

## Erövring

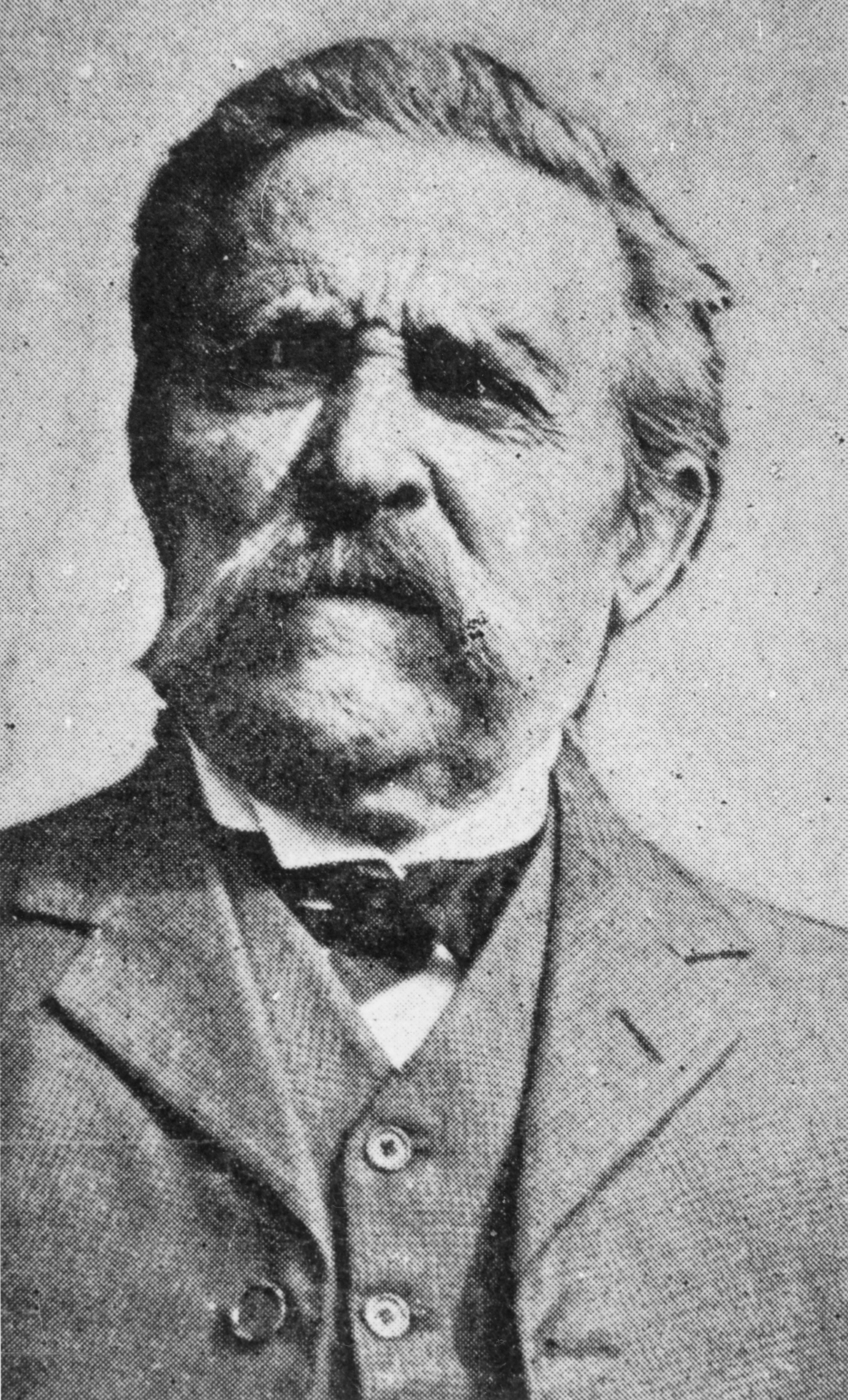
Svensken Pher Erick Seagren (Sjögren) var en av de ledande bland invandrarna som byggde upp Cooktown i Guugu Yimithirr-landet.

På 1870‐talet ledde en guldrush till katastrofala följder för guugu yimithirr‑folket. Erövringen utgick från den nybyggda staden Cooktown, som byggdes upp på guugu yimithirr‑folkets mark av bland andra svensken Pher Erick Seagren (Sjögren). Guugu yimithirr och angränsande allierade folk led militära nederlag vid Battle Camp och i andra fältslag och sammandrabbningar. Många guugu yimithirr mördades. Överlevande medlemmar av guugu yimithirr‑folket samlades i missionsstationen Elim Beach på klanterritoriet Thiithaarr. Missionsstationen leddes av tyska evangelisk‐lutherska missionärer.
Under andra världskriget deporterades guugu yimithirr‑folket till Woorabinda eftersom missionären Georg Schwarz var tysk, och antogs kunna påverka guugu yimithirr‑folket till att stödja Tysklands allierade Japan. En fjärdedel av folket dog av umbäranden och övergrepp. Från 1949 och tillkämpade sig  guugu yimithirr‑folket rätten att återvända, och fick bygga ett nytt samhälle vid Hope Vale under kyrkans ledning.

## Nutida förhållanden
Flertalet av guugu yimithirr‑folket bor i Hope Vale och i Cooktown. De utgör ett flertal i kommunen Hope Vale Aboriginal Shire. Ett begränsat ägande till land för vissa av klangrupperna har erkänts genom så kallad native title, som är ursprungsfolks rätt till sin mark på grund av urminnes hävd. Många av klanerna har överlevt och landområden ärvs fortfarande enligt folkets seder. Ett program för att stärka guugu yimithirr‐språket pågår sedan 2012.